# شیرعلی یولداشف
شیرعلی یولداشف (قرقیزی: Шерали Юлдашев؛ زادهٔ ۱۷ ژوئیهٔ ۱۹۹۹) بازیکن فوتبال اهل سوئد است.
وی همچنین در تیم ملی فوتبال قرقیزستان بازی کرده‌است.